# Evacanthus papuensis
Evacanthus papuensis är en insektsart som beskrevs av William Lucas Distant 1914. Evacanthus papuensis ingår i släktet Evacanthus och familjen dvärgstritar. Inga underarter finns listade i Catalogue of Life.